# Двадесет и девета пехотна дивизия
Двадесет и девета пехотна дивизия е българска военна част, формирана и действала по време на Втората световна война (1941 – 1945).

## История
Двадесет и девета пехотна дивизия е формирана 12 април 1944 г. във Враня и е зачислена към Първи окупационен корпус. В състава ѝ влизат 3-ти, 36-и, 42-ри пехотни полкове и едно товарно отделение. На 8 септември дивизията започва своето изтегляне, водейки военни действия, при които загиват 31 души, а 88 са ранени.
Дивизията е разформирована на 7 октомври 1944 година.

## Началници
- Полковник Иван Попов (11 май 1944 – 13 септември 1944)